# Circondario di Stallupönen
Il circondario di Stallupönen (nel 1938 ribattezzato circondario di Ebenrode in seguito alla ridenominazione del capoluogo), era un circondario tedesco, nella regione della Prussia Orientale. Esistette dal 1818 al 1945.

## Suddivisione
Al 1º gennaio 1945 il circondario comprendeva le città di Ebenrode e Eydtkau, 166 comuni e 1 Gutsbezirk.